# Meritum (album)
Meritum – trzeci album studyjny warszawskiej grupy hip-hopowej Zipera. Wydawnictwo ukazało się 29 czerwca 2018 nakładem wytwórni muzycznej District AREA w dystrybucji My Music.

## Lista utworów
| Nr  | Tytuł utworu                             | Produkcja                         | Długość |
| --- | ---------------------------------------- | --------------------------------- | ------- |
| 1.  | „Meritum.” (Scratche: DJ Fejm)           | MilionBeats                       | 5:16    |
| 2.  | „Gdzie One Są ?”                         | Sir Michu                         | 4:03    |
| 3.  | „Bla Bla”                                | Poszwix                           | 4:26    |
| 4.  | „Polaryzacja” (Gościnnie: Liroy)         | Nest Beatz                        | 5:35    |
| 5.  | „W Matni”                                | Szczur                            | 5:04    |
| 6.  | „Triumf” (Scratche: DJ Def)              | Szczur                            | 3:38    |
| 7.  | „Tempo” (Gościnnie: Demia Doberman)      | Deemz                             | 3:55    |
| 8.  | „Kryzys”                                 | Teka                              | 2:05    |
| 9.  | „Sztokholmski Syndrom”                   | SoDrumatic                        | 3:28    |
| 10. | „Jest Git”                               | PSR                               | 2:55    |
| 11. | „Klub” (Gościnnie: Natasza Urbańska)     | Fleczer                           | 5:01    |
| 12. | „#Pomóż_Sobie”                           | Szczur                            | 4:22    |
| 13. | „Skręt”                                  | Fabster                           | 3:21    |
| 14. | „Kto ?” (Gościnnie: Krzychu WWs, Tobico) | Tobico                            | 5:23    |
| 15. | „Nie Trzeba” (Gościnnie: Sokół)          | Ślimak                            | 4:29    |
| 16. | „Przemijanie” (Gościnnie: Tomson)        | AceMan, Paweł "Pablo" Sierakowski | 4:43    |
|     |                                          |                                   | 1:07:44 |

## Twórcy albumu
- Mastering - Czarny HIFI
- Miksowanie - Czarny HIFI, DJ Deszczu Strugi
- Zdjęcia - Maciek Lipiński M.L. FILMZ
- Rap, teksty  - Zipera

## Listy sprzedaży
| Lista | Kraj   | Pozycja |
| ----- | ------ | ------- |
| OLiS  | Polska | 4       |